# Émile Gérard-Gailly
Pour les articles homonymes, voir Gailly et Gérard.
Émile Gérard-Gailly, de son vrai nom Émile Léopold Honoré Gérard, est un écrivain et critique littéraire belge né le 11 octobre 1882 à Tournai et mort le 4 mars 1974 à Villiers-le-Bel.
Il s'est fait connaître pour ses travaux sur Madame de Sévigné et son entourage, ainsi que sur Gustave Flaubert ; il a également contribué à vulgariser l'œuvre de René Boylesve dont il fut l'exécuteur testamentaire.

## Biographie
Émile Léopold Honoré Gérard naît le 11 octobre 1882 à Tournai, en Belgique. Il est, à partir de 1904, professeur de français dans un établissement d'enseignement privé de Paris ; il y enseigne également le latin. Jusqu'à la Première Guerre mondiale, il est le vice-directeur d'une filiale estivale de cet établissement à Trouville, ce qui contribue à la rapprocher durablement de la Normandie.
Sa première publication, en 1902, est une petite plaquette de poèmes dédiée à sa première passion féminine : Si tu étais morte. En 1905, il obtient le titre de docteur ès lettres pour sa thèse consacrée à Bussy-Rabutin ; l'Académie française lui décerne un prix pour ce travail en 1910. La même année, il se lie d'amitié avec René Boylesve qu'il rencontre à Deauville et qui fera de lui l'exécuteur testamentaire de son œuvre littéraire. Son nom de plume, qu'il adopte au début des années 1910, est composé du patronyme de ses deux parents, Léopold Gérard (instituteur puis directeur d'école à Tournai) et Irma Gailly. À la mort de Boylesve, en 1926, il se consacre à l'étude et à la publication des inédits de son ami, en même temps qu'il poursuit sa propre œuvre de romancier et d'essayiste (ouvrages sur Gustave Flaubert, madame de Sévigné, mais aussi recherches sur les légendes et le patrimoine normands).
Sa santé est fragile depuis les années 1940 et il ralentit progressivement ses activités d'écrivain. Il partage sa vie entre sa villa Ghislaine, dans la station balnéaire normande de Tourgéville, et son domicile parisien de la rue Vineuse. L’Académie française lui décerne le prix Durchon-Louvet en 1947. En 1951, il est nommé président de l'association des amis de René Boylesve, qu'il vient de fonder avec deux amis. En 1958, il obtient le prix Broquette-Gonin de littérature et de philosophie (100 000 F), décerné par l'Académie française, pour l'ensemble de son œuvre. Mort le 4 mars 1974 à Villiers-le-Bel où il était hospitalisé depuis le début de l'année, il est inhumé au cimetière de Tourgéville,.

## Œuvre
Le catalogue de la bibliothèque nationale de France répertorie 77 publications d'œuvres d'Émile Gérard-Gailly, ouvrages, articles de revues, de 1896 à 2005 (comprenant 5 publications posthumes).
Il est également l'éditeur des Mémoires de d'Artagnan (1941), de Feuilles tombées, inédit posthume de René Boylesve dans sa version intégrale (1947) et des trois volumes des Lettres de Madame de Sévigné dans la collection La Pléiade (1954-57).
La liste ci-dessous, élaborée par son biographe Marc Piguet en 1993, ne recense que les volumes parus en librairie, à l'exclusion des articles publiés dans des revues.

### Romans et nouvelles
- Sur le bord droit de la crête sacrée, Paris, Bossard, 1919, 88 p.
- Tchirougougou, Paris, Flammarion, 1922, 211 p.
- Ni moi sans vous, Paris, Flammarion, 1923, 243 p.
- Le buste sur la cheminée, Paris, Ferenczi, 1926, 230 p.
- Le gland et la citrouille, Paris, P. Hartmann, 1927, 121 p.
- Le coin où le veau est mort, Bruxelles, La Renaissance du livre, 1945, 228 p.
- Hôpital temporaire  (ill. Ben Genaux), Bruxelles, La Renaissance du livre, 1951, 187 p.
- Le Christ sans croix : douze légendes, Bruxelles, La Renaissance du livre, 1964, 178 p.

### Essais et études
- Bussy-Rabutin, sa vie, ses œuvres et ses amis, Paris, Champion, 1909, 427 p., prix Marcelin Guérin de l’Académie française en 1910
- Les trois premières éditions des Lettres de Mme de Sévigné, Paris, Armand Colin, 1920, 60 p.
- L'enfance et la jeunesse heureuse de Mme de Sévigné, Paris, Éditions Spes, 1923, 128 p.
- Flaubert et les fantômes de Trouville, Paris, La Renaissance du livre, 1930, 215 p.
- Qui était Mademoiselle Cloque ?, Paris, Le Divan, 1931, 121 p.
- René Boylesve : ennemi de l'amour, Paris, Le Divan, 1932, 115 p.
- L'unique passion de Flaubert : Madame Arnoux, Paris, Le Divan, 1932, 123 p.
- L'affaire de la rue Maçons, Paris, Librairie Perrin, coll. « Nouvelle collection historique : énigmes et drames judiciaires d'autrefois », 1933, 207 p., prix Montyon de l’Académie française en 1934
- Autour de Gustave Flaubert : les véhémences de Louise Colet, Paris, Mercure de France, 1934, 238 p.
- Les sept couches de Madame de Grignan ; les sept fiancées de Charles de Sévigné  (et cinq autres études historique sur le XVIIe siècle), Paris, Albert, 1936, 248 p.
- Rencontre avec l'abbé Constantin : les origines normandes d'un roman, Paris, Albert, 1937, 32 p.
- Notes sur René Boylesve, Paris, Albert, 1938, 116 p.
- Grétry à Honfleur, Paris, Albert, 1938, 52 p.
- Hugues Rebell et René Boylesve, Paris, Georges Briffaut, 1938, 40 p.
- L'héroïque sergent d'Ouistreham, Pont-l'Évêque, Éditions du Pays d'Auge, 1939, 47 p.
- Recherches du pharmacien Homais, Paris, Albert, 1939, 47 p.
- Promenades sur le Mont-Canisy, Pont-l'Évêque, Éditions du Pays d'Auge, 1939, 187 p.
- La marquise de Courcelles, Paris, Albin Michel, 1943, 253 p.
- Le grand amour de Flaubert, Paris, Aubier, 1944, 301 p.
- Interprétation de La Leçon d'amour dans un parc, Paris, Georges Briffaut, 1945, 28 p.
- Le lieutenant Tardieu et sa femme, Paris, Éditions du Lys, 1945, 195 p.
- Gustave Flaubert : lettres inédites à Tourgueneff, Monaco, Éditions du Rocher, 1946, 229 p.
- Grammaire latine en tableaux, Paris, Éditions du Lys, 1947, 42 p.
- Corneille et le pays d'Auge, Lisieux, Éditions du Pays d'Auge, 1953, 15 p.
- Madame de Sévigné, Paris, Hachette, 1971, 336 p., prix d'Aumale de l’Académie française

## Pour en savoir plus